# 中医药学
中医药学，是中医学与中药学的合称，侧重反映中医与中药两者共同发展，密不可分。而中医药是中医与中药的合称。 